# Deep Silent Complete
«Deep Silent Complete» (англ. «Глибоке Тихе Повне») — сьомий сингл фінського гурту Nightwish та другий з альбому Wishmaster. Сингл вийшов 8 травня 2000 року. Головна пісня містить декілька рядків, які написані Вільямом Шекспіром і присвячені темі океанів.
Сингл досяг третього місця у фінському чарті синглів, а продажі перевищили 5000 копій.

## Список композицій
1. Deep Silent Complete — 3:57
2. «Sleepwalker» (heavy version) — 3:10

## Учасники запису
- Туомас Холопайнен — композитор, клавишні
- Емппу Вуорінен — гітара
- Юкка Невалайнен — ударні
- Тар'я Турунен — вокал
- Самі Вянскя — бас-гітара